# M74 (astronomia)
M 74 (nota anche come NGC 628) è una galassia a spirale visibile nella costellazione dei Pesci.

## Osservazione

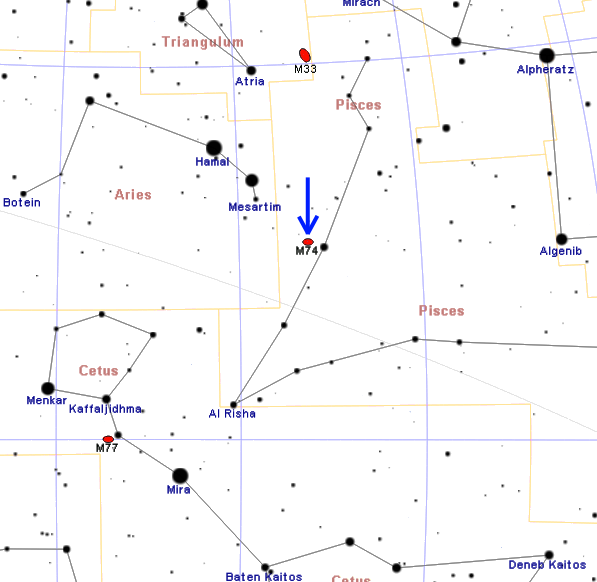
Mappa per individuare M74.

M74 si trova a 1,3° a NE della stella η Piscium. È uno degli oggetti Messier più difficili da osservare: la sua magnitudine di 9,4 lo rende invisibile a occhio nudo e con un binocolo; un telescopio di piccole dimensioni permette di vedere solo il nucleo, che non deve essere confuso con una stella. Per sperare di vedere la struttura a spirale della galassia, è necessario uno strumento da 250mm e buone condizioni del cielo.
M74 può essere osservata da tutte aree popolate della Terra, grazie al fatto che è situata a declinazioni molto basse; non esiste pertanto un emisfero particolarmente privilegiato per la sua osservazione, dato che la differenza è di appena 15° di altezza per le coppie di latitudini opposte. Mentre dall'emisfero nord è un oggetto dei cieli autunnali, dall'emisfero sud è caratteristico dei mesi primaverili. Il periodo migliore per la sua osservazione nel cielo serale è quello compreso fra ottobre a febbraio.

## Storia delle osservazioni
M74 è stata scoperta da Pierre Méchain nel 1780, che riportò la sua scoperta a Charles Messier perché fosse catalogata. John Herschel, facendosi trarre in inganno dal suo aspetto granuloso, la descrisse come un ammasso globulare, debole e molto largo.

## Caratteristiche

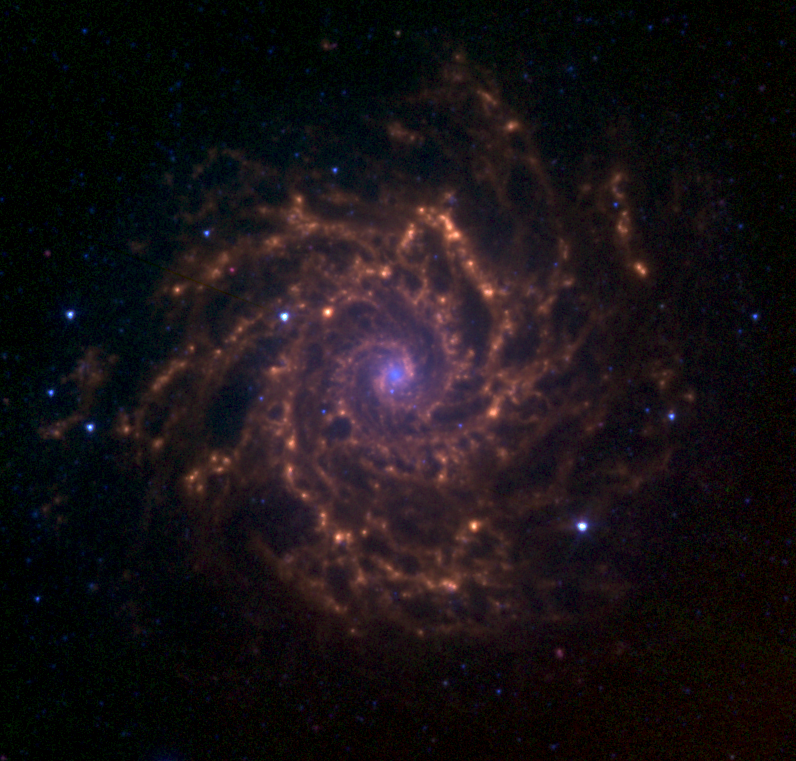
M74 osservata col telescopio spaziale Spitzer. Le tonalità blu rappresentano l'emissione a delle stelle. I colori verde e rosso rappresentano l'emissione a 5,8 e dagli idrocarburi policiclici aromatici e probabilmente da polvere.

La sua massa è un quinto di quella della nostra Galassia ma il suo diametro è tuttavia pari a 80000 al La galassia dista da noi 35 milioni di anni luce e recede a una velocità di 793 km/s. I bracci a spirale della galassia contengono molte stelle giovani o ancora in formazione. M74 è la componente più brillante di un ammasso di galassie che comprende anche: NGC 660, UGC 1171, UGC 1175, UGC 1176, UGC 1195 e UGC 1200.

### Buco nero sospetto
Nel corso del 2005, è stato annunciato che il telescopio spaziale Chandra ha osservato una sorgente di raggi X ultraluminosa (ULX) all'interno di questa galassia, che irradia più energia ai raggi X di una stella di neutroni in intervalli periodici di circa due ore. Si è stimata una massa di circa 10000 M⊙. Ciò viene considerato come un indizio della presenza di un buco nero di massa intermedia e sarebbe una classe relativamente insolita di buchi neri, a metà via fra quelli di massa stellare e quelli supermassicci, residente al centro di una galassia. A causa di ciò, si crede si sia formato non da un singolo evento di esplosione di supernova, ma probabilmente da un numero maggiore di piccoli buchi neri nati in un ammasso. La sigla della sorgente è CXOU J013651.1+154547.

## Gruppo di M74
M74 è la galassia più grande del Gruppo di M74, un gruppo di 5-7 galassie che include anche la spirale peculiare NGC 660 e alcune galassie irregolari. Sebbene diversi metodi di identificazione dei gruppi identifichino in gran parte le stesse galassie come membri del gruppo, l'esatta appartenenza è ancora incerta.

## Supernovae
Sono state osservate tre supernovae nella galassia:
- SN 2002ap, scoperta da un appassionato il 29 gennaio 2002, ha raggiunto la magnitudine 12,3.
- SN 2003gd, scoperta il 12 giugno 2003, meno brillante, ha raggiunto una magnitudine di 13,2.
- SN 2013ej. scoperta il 25 luglio 2013, ha raggiunto la magnitudine 12,9[11].

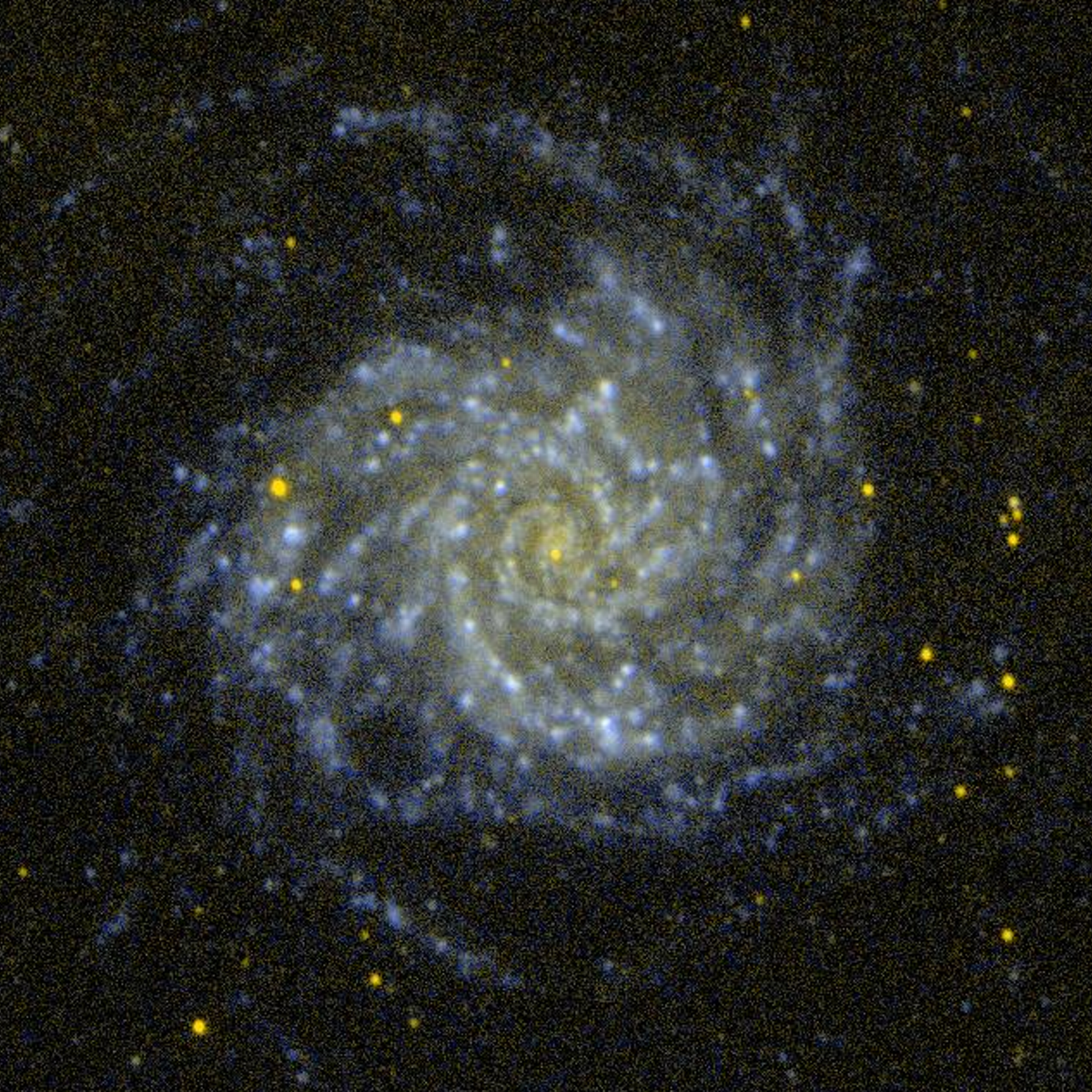
M74  (UV - GALEX)
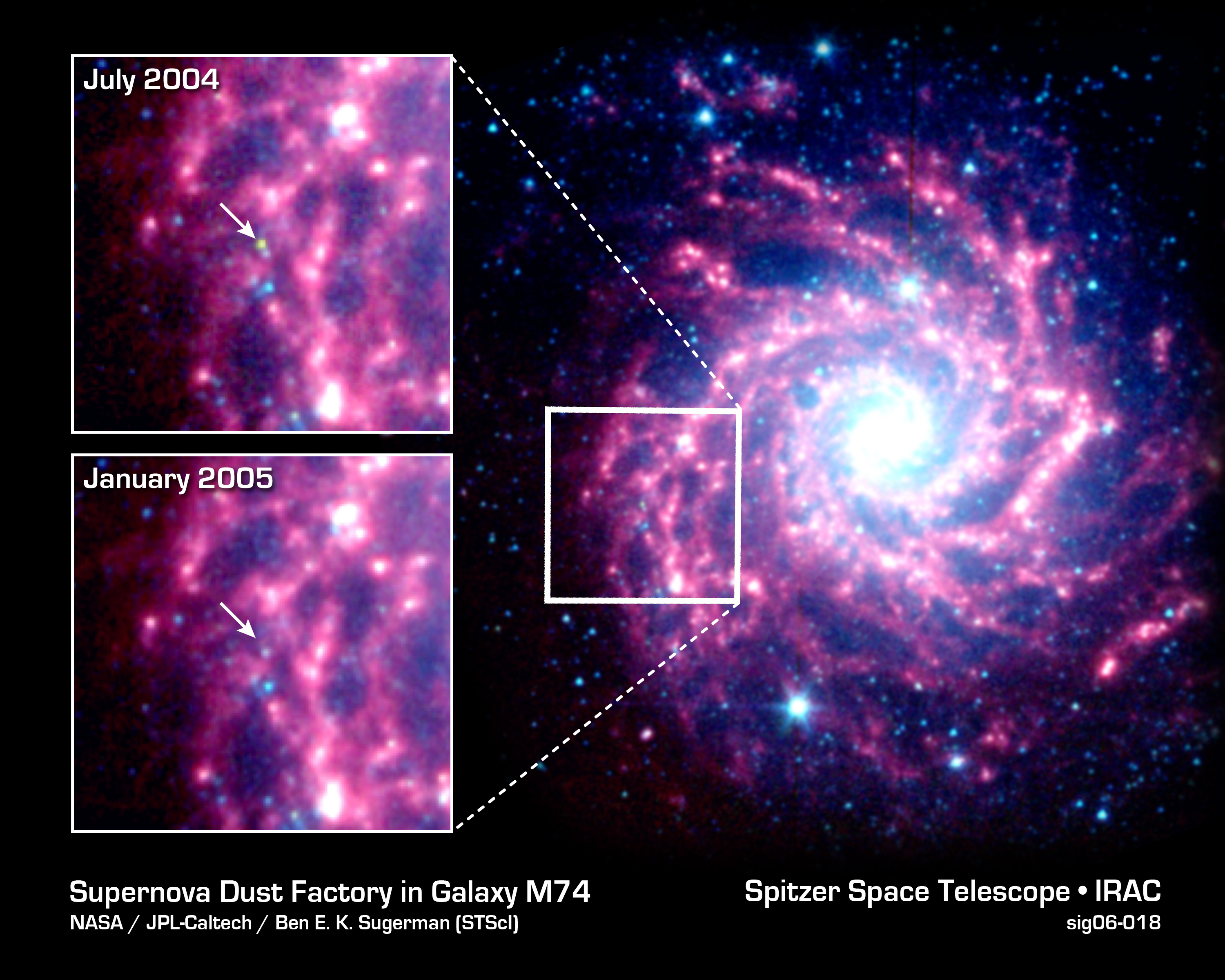
M74 - Follow up della supernova SN 2003gd  (Spitzer)
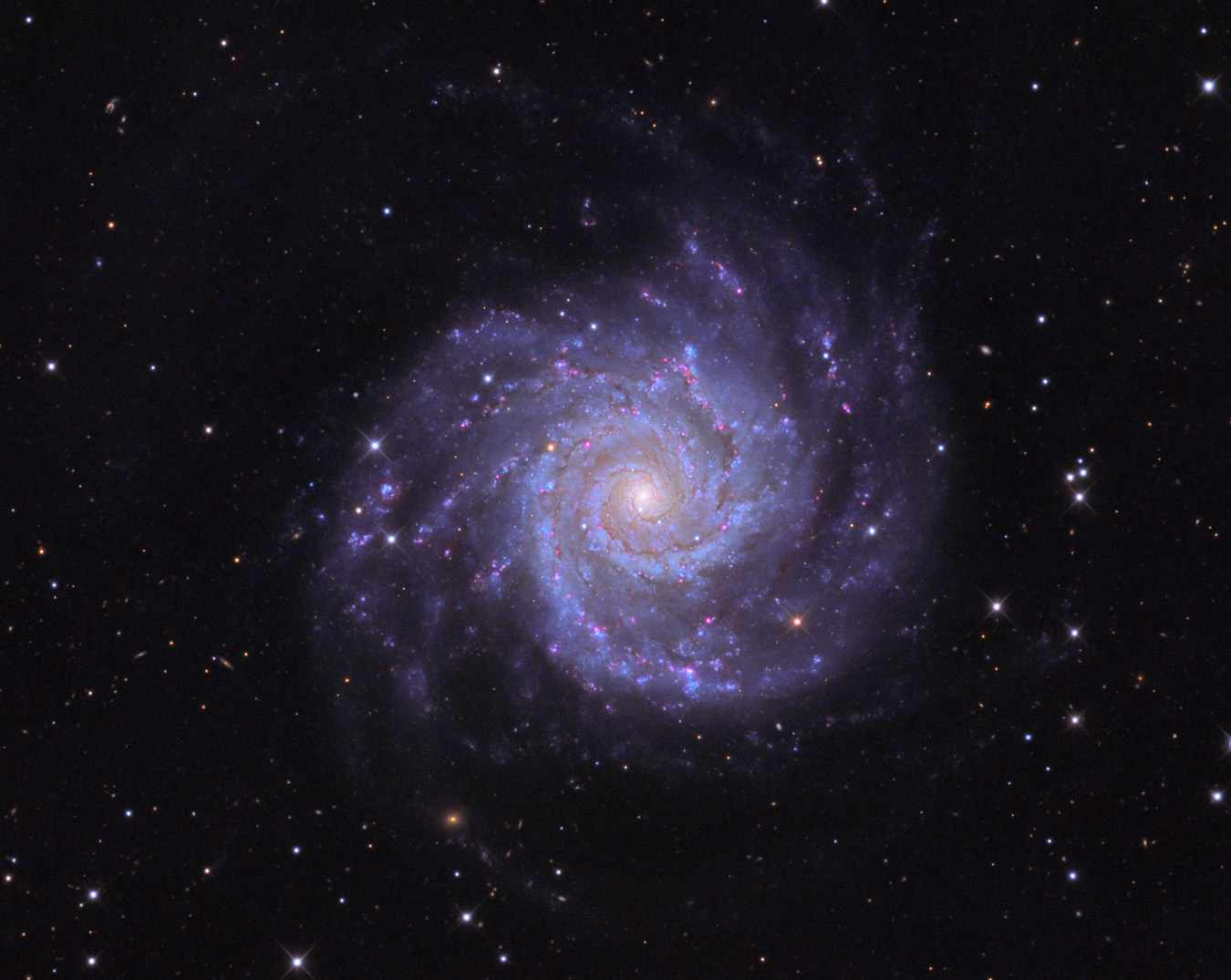
M74  (Mount Lemmon SkyCenter Schulman Telescope)
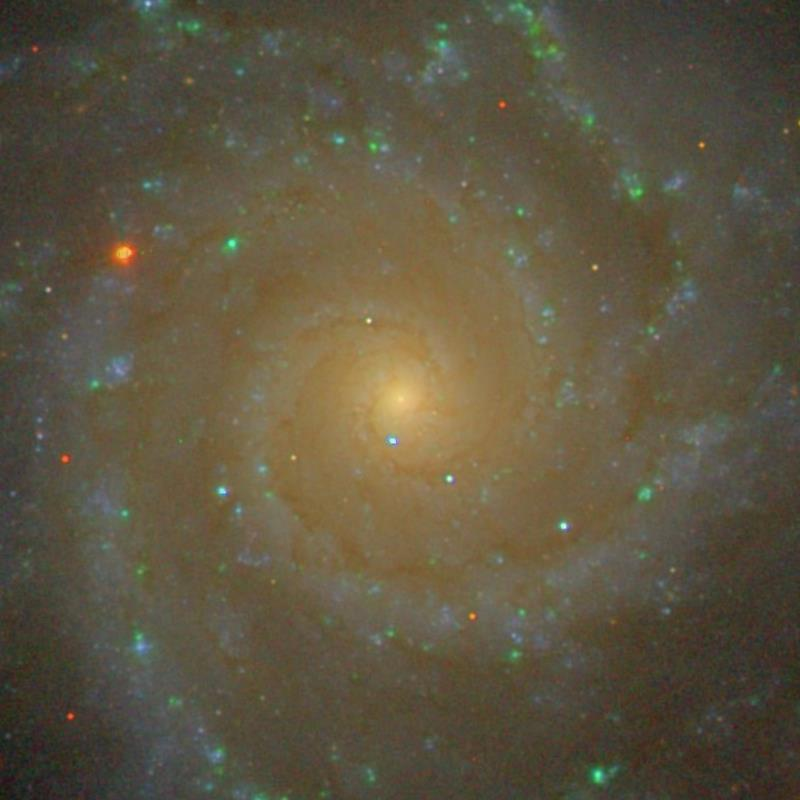
M74  (SDSS DR14)
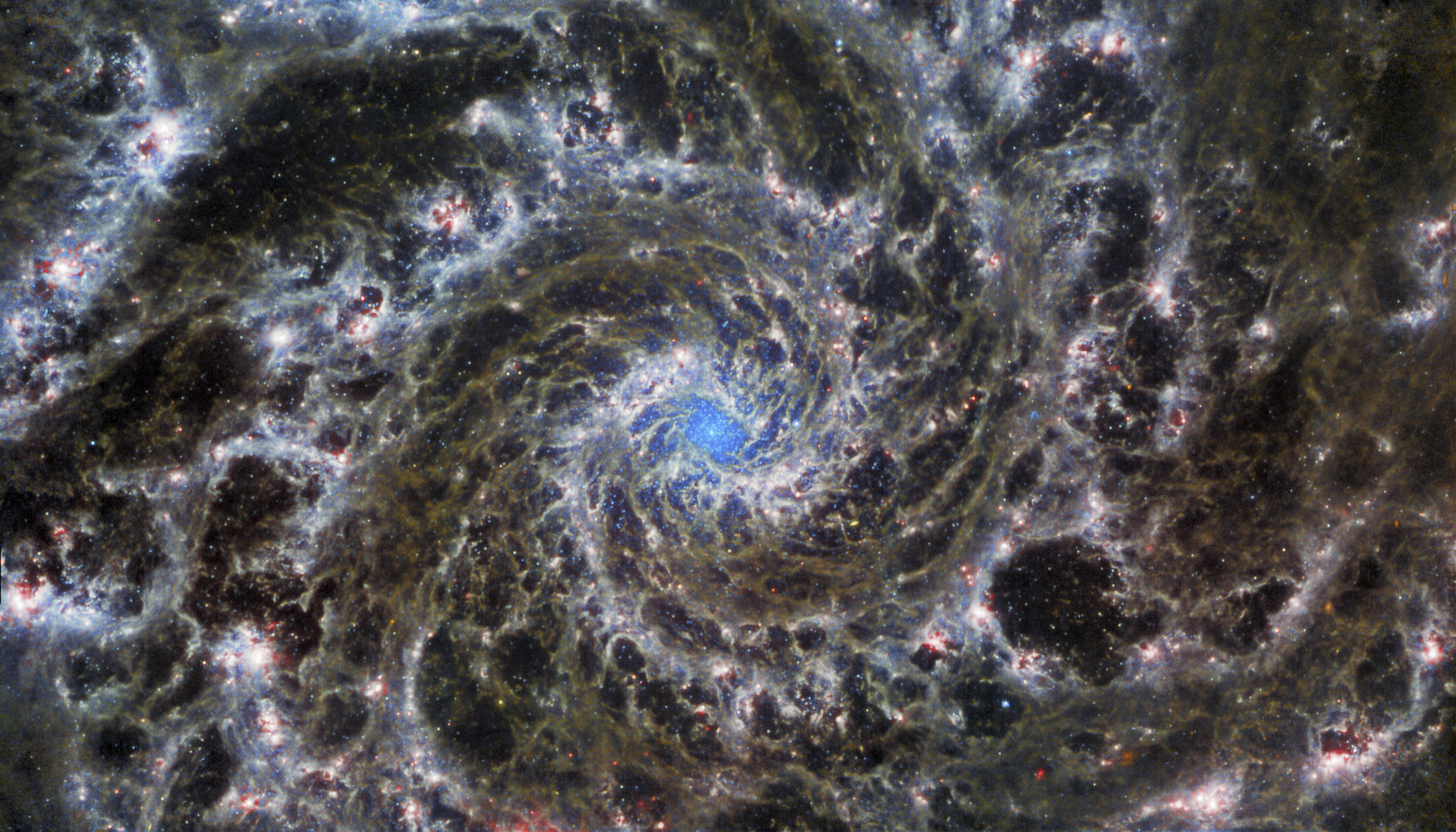
M74 (JWST)

### Libri
- (EN) Stephen James O'Meara, Deep Sky Companions: The Messier Objects, Cambridge University Press, 1998, ISBN 0-521-55332-6.

### Carte celesti
- Toshimi Taki, Taki's 8.5 Magnitude Star Atlas, su geocities.jp, 2005. URL consultato il 7 novembre 2010 (archiviato dall'url originale il 5 novembre 2018). - Atlante celeste liberamente scaricabile in formato PDF.
- Tirion, Rappaport, Lovi, Uranometria 2000.0 - Volume I - The Northern Hemisphere to -6°, Richmond, Virginia, USA, Willmann-Bell, inc., 1987, ISBN 0-943396-14-X.
- Tirion, Sinnott, Sky Atlas 2000.0 - Second Edition, Cambridge, USA, Cambridge University Press, 1998, ISBN 0-933346-90-5.
- Tirion, The Cambridge Star Atlas 2000.0, 3ª ed., Cambridge, USA, Cambridge University Press, 2001, ISBN 0-521-80084-6.